# Gare de La Fresnais
Gare de La Fresnais – przystanek kolejowy w La Fresnais, w departamencie Ille-et-Vilaine, w regionie Bretania, we Francji. Jest zarządzany przez SNCF i przez RFF (infrastruktura). 
Jest obsługiwany przez pociągi TER Bretagne. 

## Położenie
Przystanek znajduje się na linii Rennes – Saint-Malo, w km 440,550, pomiędzy stacjami Dol-de-Bretagne i La Gouesnière - Cancale - Saint-Méloir-des-Ondes, na wysokości 5 m n.p.m.

## Linie kolejowe
- Rennes – Saint-Malo